# رائول روسیسکو
رائول روسیسکو (انگلیسی: Raul Rusescu؛ زادهٔ ۹ ژوئیهٔ ۱۹۸۸) بازیکن سابق فوتبال اهل رومانی است که در پست مهاجم بازی می‌کرد.
وی همچنین در تیم‌های ملی فوتبال زیر ۱۹ سال رومانی، زیر ۲۱ سال رومانی و رومانی بازی کرده‌است.